# Cardwell (Queensland)
Cardwell is een plaats in de Australische deelstaat Queensland en telt 1320 inwoners (2021). De plaats is een smalle strook langs de kust, met Greenwood Hill (64 m) ten westen van het dorp. Het dorp ligt aan de Highway 1 en de North Coast Railway Line (met station), die de plaats verbinden met Cairns en Townsville.
Ten westen van Cardwell vangt de ruige topografie van de Cardwell Range de passaatwinden, wat resulteert in veel regen. De kusthelling is bedekt met regenwoud dat in het westen overgaat naar eucalyptusbossen en tropische graslanden. Dit gebied en zijn biodiversiteit zijn beschermd door de komst van reservaten en nationale parken.
Ten oosten van de plaats ligt het Hinchinbrook Channel, dat de plaats scheidt van het Hinchinbrook-eiland, en de Rockingham Bay. Beide maken uit van de Koraalzee en verder van de kust begint het Groot Barrièrerif. Voor de kust ligt ook een drietal nationale parken : Goold Island, Brook Islands en Hinchinbrook Island.